# Litløy fyr
Litløy fyr ist ein achteckiger Leuchtturm auf der Insel Litløya in der Gemeinde Bø in Vesterålen in der norwegischen Provinz Nordland, etwa 6 km südwestlich vor der Küste der Hauptinsel Langøya gelegen. Er wurde 1912 erbaut und markiert das südwestliche Ende der Vesterålen.

## Geschichte
Der Leuchtturm wurde 1912 erbaut und am 15. Oktober desselben Jahres erstmals in Betrieb genommen, nachdem sechs Jahre zuvor bei einem Fischereitreffen in Sortland von den Fischern ein Leuchtturm gefordert wurde, der die Einfahrt in den Vesterålsfjord und den Eidsfjord markiert, um für mehr Sicherheit auf See zu sorgen. Auf der Insel Litløya (deutsch: „die kleine Insel“) befand sich damals noch die kleine Siedlung Tarvågen und auch beim Leuchtturm wurde zusätzlich ein Wohnhaus errichtet, das Platz für den Leuchtturmwärter, seinen Assistenten und deren Familien bot. Bis 1957 war das Leuchtfeuer als Familienleuchtturm in Betrieb. In dem Jahr jedoch wurde die Siedlung auf Litløya, sowie mehrere kleine Fischereisiedlungen auf der Nachbarinsel Gaukværøya, geräumt und die bis dahin noch dort lebenden Familien zogen aufs Festland der Hauptinsel Langøya. Zuvor hatten zu Hochzeiten bis zu 200 Menschen auf den beiden kleinen benachbarten Inseln gelebt. 1959 wurde der Leuchtturm mit von Dieselgeneratoren vor Ort erzeugtem Strom elektrifiziert.
Nach dieser Modernisierung war Litløy fyr in den 1960er Jahren eine Zeit lang das zweitstärkste Leuchtfeuer Norwegens. 1991 wurde der Leuchtturm schließlich automatisiert und war ab 2003 unbemannt. Das bis dahin mit Dieselgeneratoren versorgte Leuchtfeuer wurde schließlich 2009 abgeschaltet und der Leuchtturm ist seither außer Betrieb. Als Ersatz für den Leuchtturm wurde direkt daneben ein Lichtmast errichtet mit einer LED-Lampe an dessen Spitze, die alle 10 Sekunden für 1,5 Sekunden lang hell aufleuchtet und von Solarpanels und dazugehöriger Batterie mit Strom versorgt wird.

## Privatbesitz seit 2006
Im Jahr 2006 verkaufte die norwegische Behörde Kystverket den Leuchtturm. Er wurde zunächst der Gemeinde Bø, in deren Gebiet der Leuchtturm liegt, zum Kauf angeboten, die jedoch kein Interesse zeigte. Schließlich kaufte Ellen Marie Hansteensen die Leuchtturm-Anlage, Litløy fyr ist seither in Privatbesitz. Die neue Besitzerin machte den Leuchtturm für die Öffentlichkeit zugänglich, das dazugehörige Wohnhaus wurde renoviert und ist seither ein kleines Hotel und eine Tagungsstätte. Vom kleinen Küstenort Vinje in der Gemeinde Bø auf der Hauptinsel ist der Leuchtturm mit einer etwa 10-minütigen Bootsfahrt zu erreichen. 
2021 wurde der Leuchtturm mit einer Förderung durch den norwegischen Kulturminnefondet (Fonds für Kulturdenkmäler) restauriert. Der vormals rot-weiße Turm ist seither komplett rot gestrichen. 

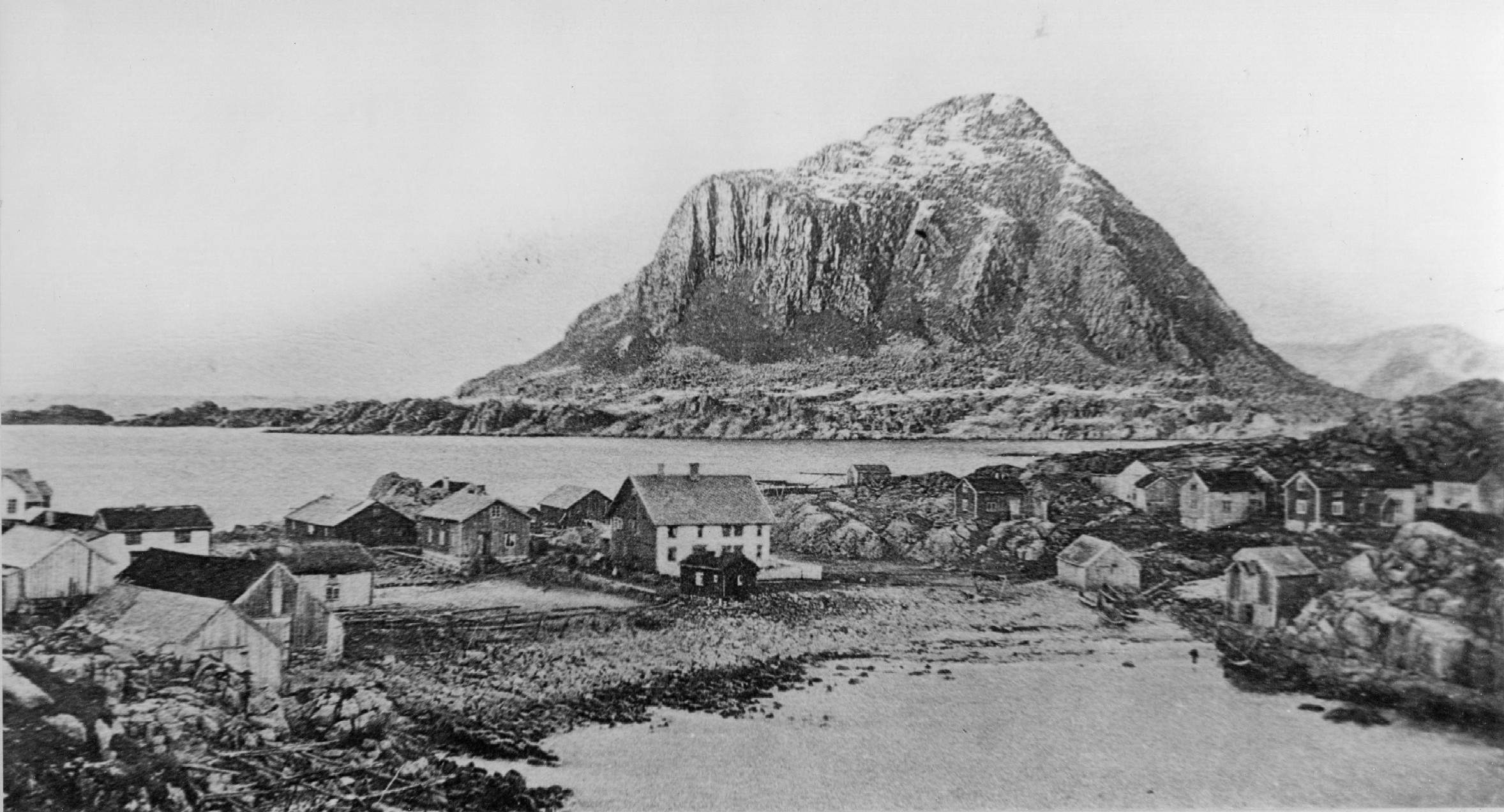
Die Siedlung Tarvågen auf Litløya im 19. Jahrhundert
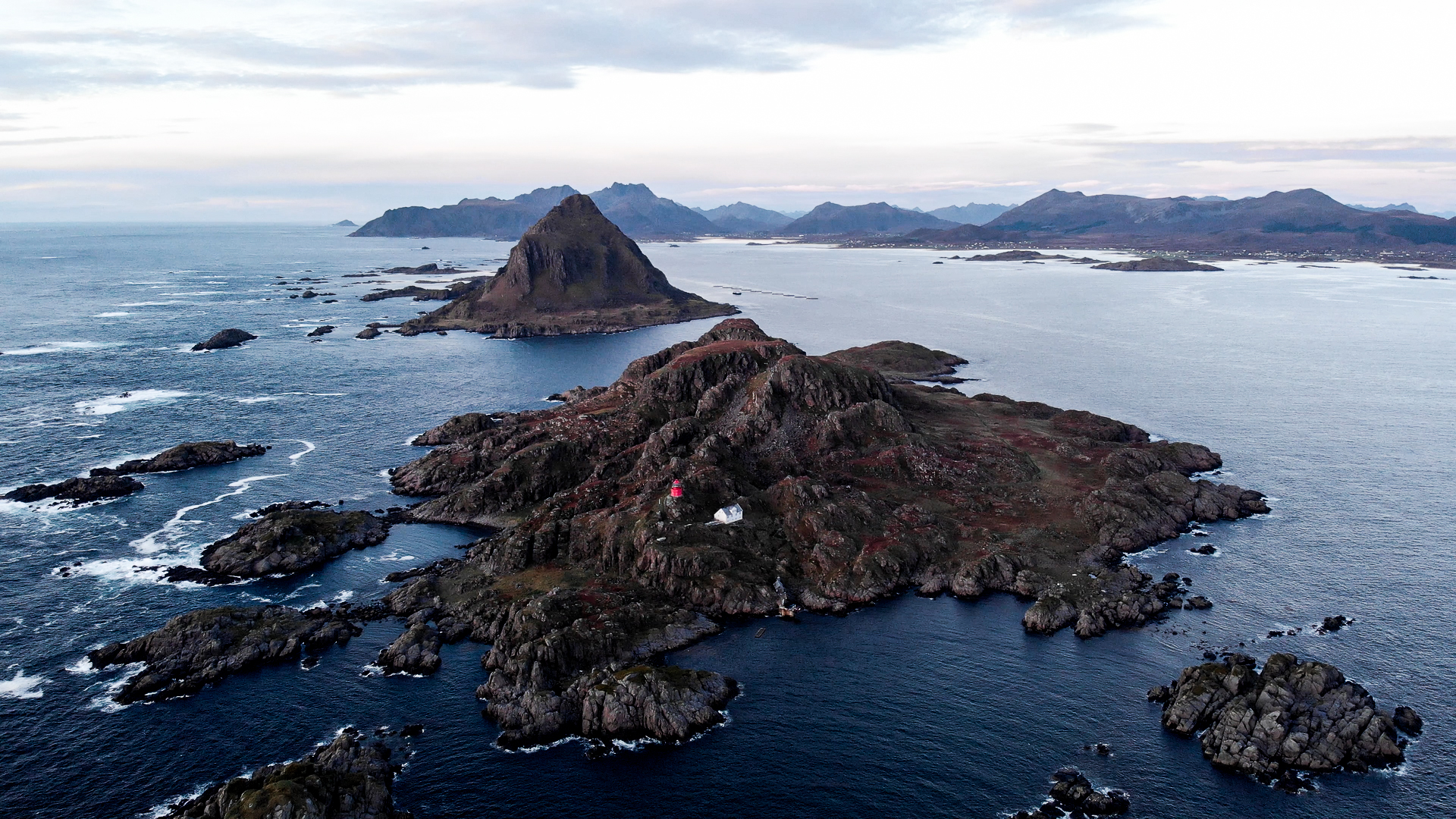
Blick von oben auf Litløya mit dem Leuchtturm und dem benachbarten Wohnhaus
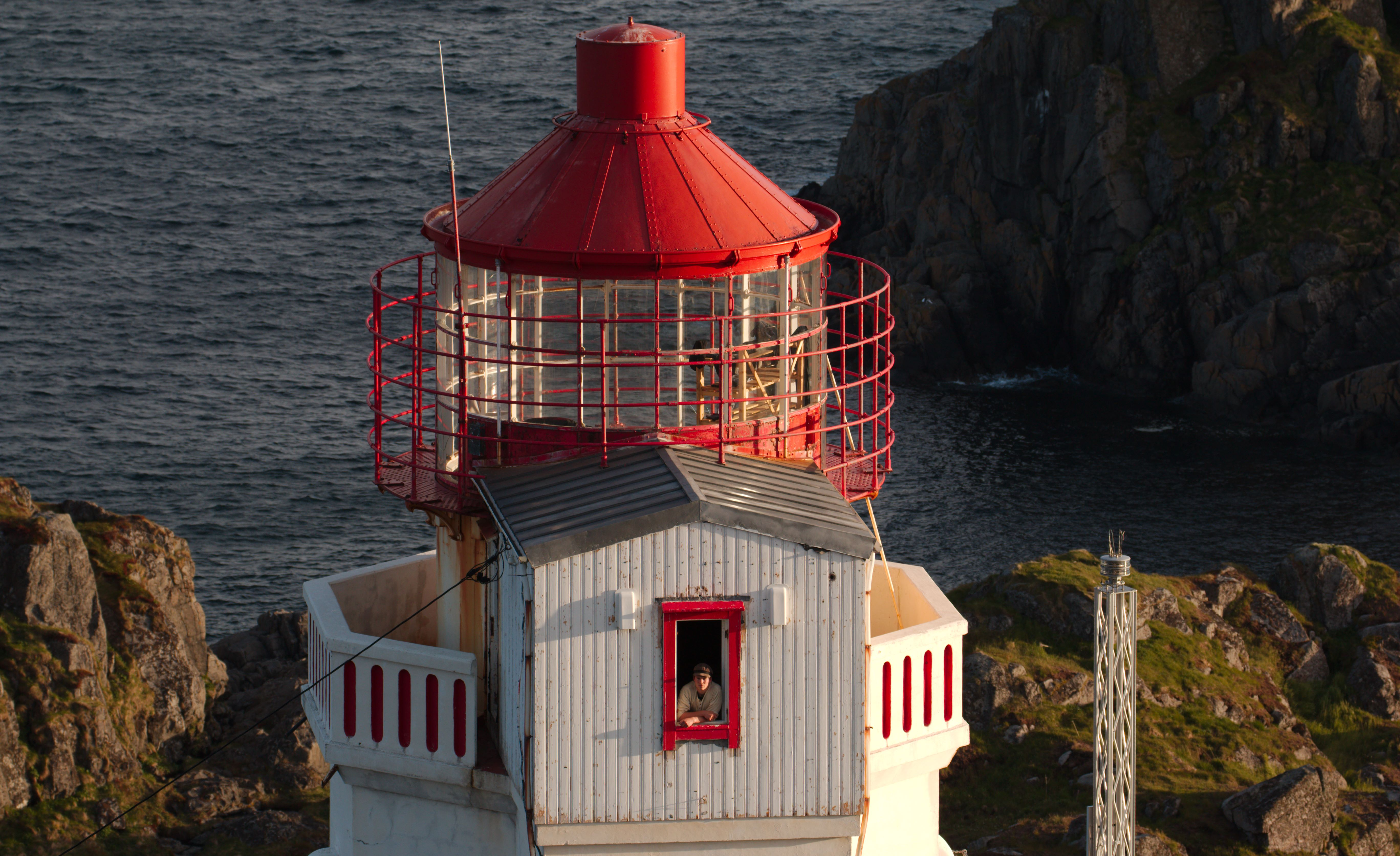
Der Leuchtturm im alten Anstrich
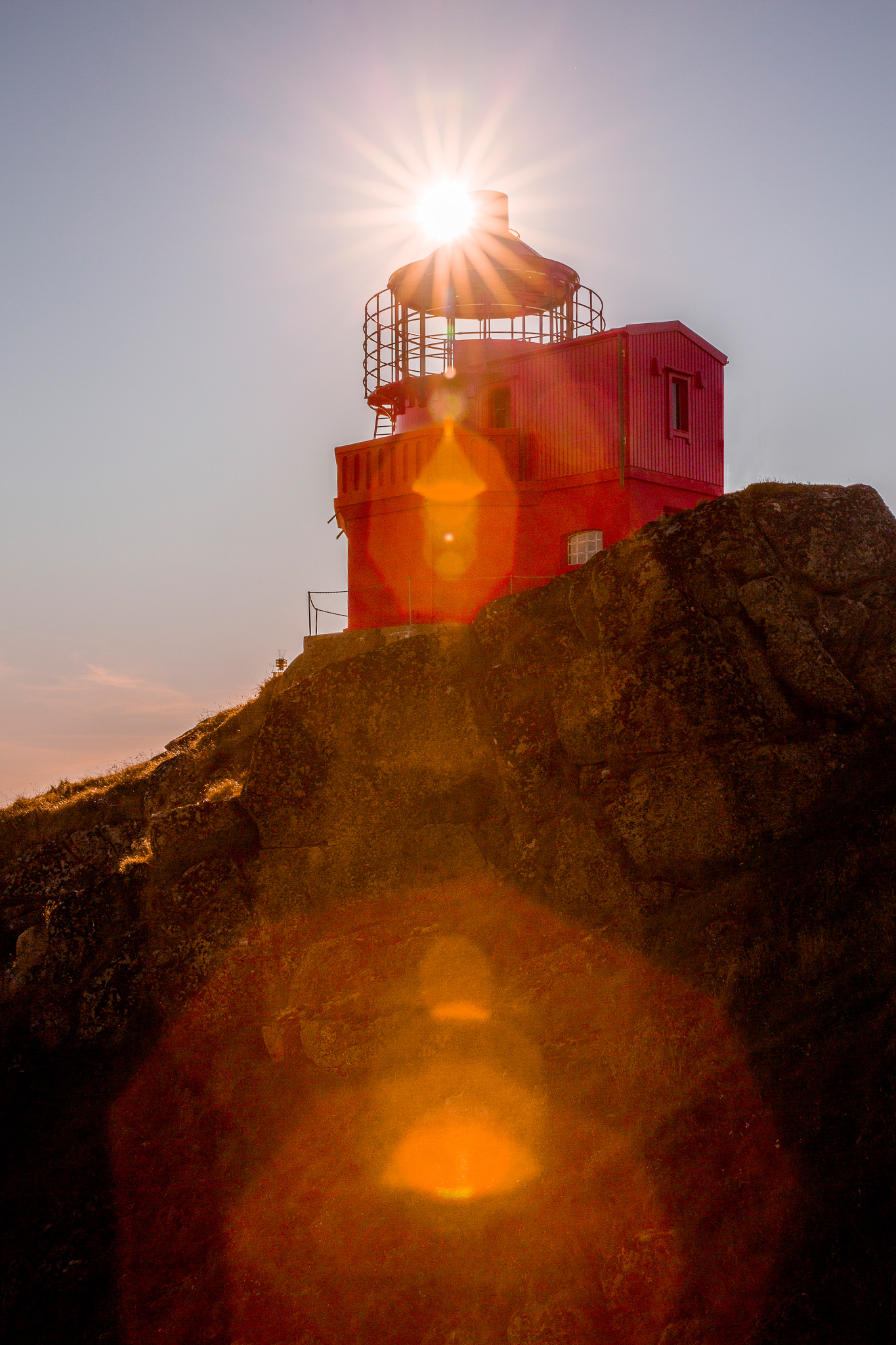
Litløy fyr mit rotem Anstrich nach der jüngsten Restaurierung